# Споменик храбрости
Споменик храбрости се налази у Остри, насељеном месту на територији града Чачка. Подигнут је као знак сећања на трагичан догађај из Другог светског рата. Споменик је подигнут 1969. године, недалеко од места догађаја, рад је аутора вајара Миодрага Живковића и Светислава Личине.
У ноћи између 4. и 5. марта 1943. године, двадесет пет бораца Чачанског Партизанског одреда „Др Драгиша Мишовић” пребацило се с десне обале Мораве на островску страну. Партизани су имали намеру да предахну у штали Милована Вуксановића. Пошто је то откривено, брзо су се нашли у окружењу неколико стотина жандарма и четника (сматра се да је нападачки обруч бројао између четири стотине и пет стотина пушака). Приликом пробоја кроз обруч погинуло је четрнаест партизана, једанаест је успело да извуче, од којих су тројица била рањена.
У оквиру спомен-комплекса је подигнута црква посвећена Светој Петки.